# Lucio Fenio Rufo
Lucio Fenio Rufo (in latino Lucius Fenius Rufus; ... – Roma, 1º aprile 65) è stato un prefetto romano.
Secondo gli storici, fu uno dei responsabili della congiura di Pisone nel 65. Una testimonianza dello storico romano Tacito lo ritiene amante di Agrippina.

## Carriera politica
Fu nominato prefetto dell'annona nel 55 da Nerone, ottenendo grande popolarità tra il popolo per aver adempiuto ai suoi obblighi non tenendo conto delle sue rendite private. Nell'anno 62 l'imperatore lo nominò prefetto del pretorio insieme a Gaio Ofonio Tigellino per contrastare la sua impopolarità. Ciò nonostante, Rufo non godette mai del favore imperiale.
Data la sua amicizia con Agrippina, finì per attirare i sospetti di Nerone. Si suicidò dopo la scoperta della congiura di Pisone a cui aveva preso parte, anche se in precedenza aveva agito come inquisitore dei suoi compagni cospiratori. Molti dei suoi amici subirono la stessa sorte.